# Horní Slatina
Horní Slatina är en ort i Tjeckien.   Den ligger i regionen Södra Böhmen, i den centrala delen av landet, 140 km sydost om huvudstaden Prag. Horní Slatina ligger 522 meter över havet och antalet invånare är 142.
Terrängen runt Horní Slatina är platt. Runt Horní Slatina är det ganska glesbefolkat, med 25 invånare per kvadratkilometer. Närmaste större samhälle är Moravské Budějovice, 18,8 km öster om Horní Slatina. Trakten runt Horní Slatina består till största delen av jordbruksmark.